# Los testigos (película de 1971)
Los testigos es una película chilena, filmada en blanco y negro, estrenada en 1971, dirigida por Charles Elsesser. Cuenta con las destacadas actuaciones de Nelson Villagra y Marcelo Gaete.
Nace de una crónica de Guillermo Sáez, que da el argumento principal a la obra de Elsesser.

## Argumento
El problema de la vivienda en la década de 1960 fue un problema que se veía agravado por la especulación y la urgencia de dar solución a miles de inmigrados desde el campo a la ciudad. De eso es de lo que trata la película, de la especulación y del abuso, del fraude en que muchas veces se vieron estafados los pobladores por especuladores que prometían dar una solución, pero que a la larga su única finalidad era sacar provecho de las necesidades de los más marginados.
Un grupo de pobladores deposita sus esperanzas en tres loteadores, los que van dilatando la entrega de los terrenos adquiridos con los ahorros de los pobladores, que exigen la determinación de los sitios que le corresponden a cada uno. En una riña, un poblador es asesinado por un loteador, por lo que la justicia pide a los demás pobladores que asistan como testigos para llevar a cabo el juicio, los cuales, sin embargo, se muestran reticentes y desconfiados de asistir a la instancia legal para enjuiciar al asesino, principalmente en el temor de perder su participación en el loteo, pero también por no creer en que la justicia pueda serles favorables.
Es una película contingente a una problemática de Chile en los años 1960, una sociedad donde los conflictos sociales afloran en cada lugar y donde el cine chileno se transformó en una herramienta más en la denuncia de los abusos e injusticias.

## Elenco
- Nelson Villagra como Ramón
- Jaime Vadell como Domingo
- Mireya Kulchewsky
- Marcelo Gaete
- Leonardo Perucci
- Luis Chacón
- Luis Alarcón
- Marcelo Romo
- Susana Cendoya
- Mario Montilles
- Mario Rebolledo
- Tennyson Ferrada
- Elena Moreno
- Rafael Benavente
- Fernando Gallardo
- María Valle
- Guillermo Bruce